# جزيرة هيدرا
هيدرا هي أكبر جزيرة في مقاطعة آغدير [الإنجليزية] في النرويج. تقع الجزيرة البالغة مساحتها 20.8 كيلومترًا مربعًا (8.0 ميل مربع) في بلدية فليكيفجورد جنوب ساحل البر الرئيسي، ويفصل بينها مضيق هيدراسوند الذي يبلغ عرضه 350 مترًا (1150 قدمًا). تضم الجزيرة حوالي 500 ساكن (اعتبارًا من عام 2015) يعيش معظمهم في الجانب الغربي من قرية كيركهافن [الإنجليزية] حيث تقع كنيسة هيدرا [الإنجليزية]. راسفوغ [الإنجليزية] هي مستوطنة مهمة أخرى على الجانب الجنوبي للجزيرة. في عام 2007 درست الحكومة النرويجية إمكانية بناء نفق تحت الأرض لربط الجزيرة بالبر الرئيسي دون استخدام قارب ولكن المشروع اعتبر مكلفًا للغاية مقارنة بالعوائد.